# Каликселвен
Каликселвен (на шведски: Kalixälven) е река в Северна Швеция (провинция Норботен), вливаща се в Ботническия залив на Балтийско море. Дължина 461 km, площ на водосборния басейн 18 130 km².

## Географска характеристика
Река Каликселвен води началото си под името Вистасйоки (Вистасваге) на 807 m н.в. от южното подножие на масива Каточока (1991 m) в северната част на Скандинавските планини. Тече в югоизточна посока и се влива в северозападния ъгъл на езрото Пайтасъярви. Протича последователно през езерата Пайтасъярви, Лаукуярви, Халмаярви и Киласъярви и изтича от последното вече под името Каликселвен. До устието на левия си приток Терендьоелвен тече на югоизток, а след това до устието си на юг през още няколко проточни езера (Ректъярви и др.). По цялото си течение образува множество бързеи, прагове и водопади (Местасфорсарна, Йокалет и др.). При град Терендьо в Каликселвен отляво се влива река Терендьоелвен, която е бифуркация на река Турнеелвен (втората по големина бифуркация в света след тази на Касикияре в Южна Америка). Влива се чрез малък естуар в най-северната част на Ботническия залив на Балтийско море при град Каликс.
Водосборният басейн на река Каликселвен обхваща площ от 18 130 km². Речната ѝ мрежа е едностранно развита, с повече и по-дълги десни притоци. На североизток, изток, югозапад и запад водосборният басейн на Каликелвен граничи с водосборните басейни на реките Турнеелвен, Рьонеелвен и Люлеелвен, вливащи се в Ботническия залив на Балтийско море.
Основни притоци: леви – Терендьоелвен (52 km); десни – Кайтумелвен (150 km), Наркен, Енгесон (180 km), Мосаулбекен.
Каликселвен има предимно снежно подхранване с ясно изразено пролетно-лятно пълноводие, предизвиквано от снеготопенето, характерни епизодични есенни прииждания в резултат от поройни дъждове във водосборния ѝ басейн и зимно маловодие. Среден годишен отток в устието 289 m³/s. Замръзва през ноември, а се размразява през май.
По течението на реката са разположени няколко, предимно малки населени места: Каликсфорс, Терендьо, Каликс.